# Liên minh Tân Anh
Liên minh Thuộc địa Tân Anh (hay còn được gọi là Liên minh Tân Anh, Liên minh New England; tiếng Anh: New England Confederation) là một bang liên lỏng lẻo giữa các thuộc địa Vịnh Massachusetts, Plymouth, Saybrook (Connecticut) và New Haven, thành lập vào tháng 5 năm 1643 trong thời kì Nội chiến Anh. Mục tiêu chính là bảo vệ các thuộc địa Thanh giáo, đối phó với thổ dân bản địa và thuộc địa Hà Lan (Tân Hà Lan). Đây được xem là bước đầu tiên trên con đường thống nhất các thuộc địa. Liên minh cũng đề ra quy tắc trả lại tội phạm bỏ trốn, người lao động hợp đồng và giải quyết tranh chấp giữa các thuộc địa, nhưng trên thực tế không đạt được hiệu quả.
Liên minh suy yếu vào năm 1654 khi Vịnh Massachusetts từ chối tham gia cuộc viễn chinh chống Tân Hà Lan trong Chiến tranh Anh - Hà Lan lần thứ nhất. Tuy nhiên, nó lấy lại tầm quan trọng trong Chiến tranh Vua Philip năm 1675. Đến đầu những năm 1680, liên minh bị giải thể sau khi nhiều hiến chương thuộc địa bị thu hồi.

## Hiệp ước
Hiệp ước năm 1643 có tên đầy đủ là "Điều khoản Liên minh giữa các đồn điền dưới chính quyền Massachusetts, các đồn điền dưới chính quyền New Plymouth, các đồn điền dưới chính quyền Connecticut và chính quyền New Haven cùng các đồn điền liên kết với nó". Trong bối cảnh các thuộc địa Tân Anh mở rộng lãnh thổ, gia tăng dân số và tiếp xúc ngày càng nhiều với các thuộc địa châu Âu khác cũng như các bộ lạc thổ dân, các nhà lãnh đạo Tân Anh tìm cách phối hợp phòng thủ chung. Họ cũng coi mình là đặc biệt trong số các thuộc địa Mỹ và mong muốn liên kết để bảo vệ các giá trị Thanh giáo. Hiệp ước khẳng định các thuộc địa Tân Anh có chung lối sống và tôn giáo, kêu gọi hành động như một quốc gia thống nhất. Liên minh này được thiết lập nhằm đảm bảo phòng thủ lâu dài và duy trì liên lạc giữa các thuộc địa cũng như với các thế lực bên ngoài.

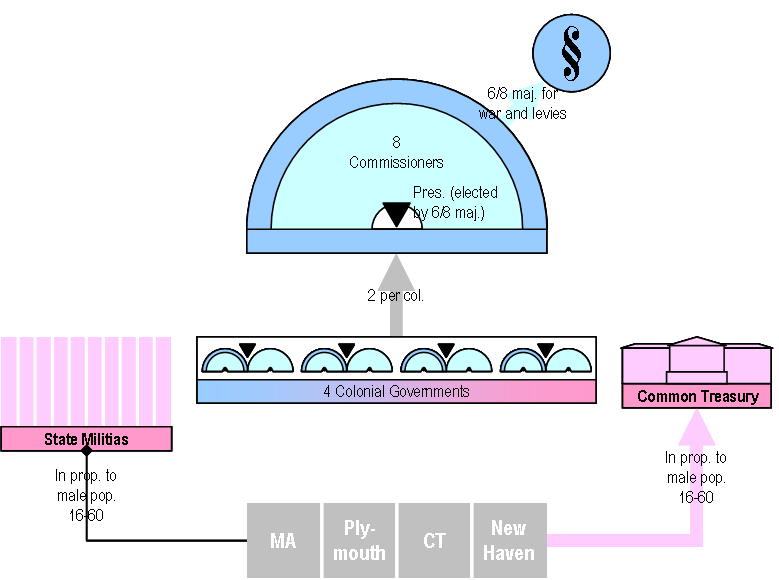
Điều khoản Liên minh Thuộc địa Tân Anh, 1643

Hiệp ước nêu rõ liên minh có các điều khoản sau đây, tóm lại:
- Các thuộc địa thành lập một liên minh hữu nghị với cam kết hỗ trợ quân sự lẫn nhau, nhằm đảm bảo an ninh chung, phúc lợi của toàn khu vực và duy trì lối sống Thanh giáo.
- Các thuộc địa Tân Anh sẽ giữ nguyên lãnh thổ hiện có. Quyền tài phán của mỗi thuộc địa không bị ảnh hưởng bởi các thành viên khác trong bang liên (sau đây gọi chung là liên minh), và mọi thay đổi chỉ được thực hiện khi có sự đồng thuận của tất cả thành viên.
- Tất cả thành viên trong liên minh có nghĩa vụ hỗ trợ lẫn nhau khi chiến tranh xảy ra. Mỗi thuộc địa phải đóng góp nhân lực và vật lực theo khả năng của mình. Đồng thời, các thuộc địa phải cung cấp thống kê về số nam giới sẵn sàng tham gia dân quân, trong đó tất cả nam giới từ 16 đến 60 tuổi đều đủ điều kiện phục vụ. Mọi chiến lợi phẩm thu được từ xung đột quân sự sẽ được phân chia công bằng giữa các thành viên trong liên minh.
- Nếu bất kì thành viên nào của liên minh bị tấn công, các thành viên khác phải hỗ trợ ngay lập tức theo tỉ lệ phù hợp. Vịnh Massachusetts phải cử 100 binh sĩ được trang bị đầy đủ, trong khi các thuộc địa khác gửi tối đa 45 binh sĩ tuỳ theo quy mô và dân số. Nếu cần thêm quân hoặc vật tư, quyết định này phải được các uỷ viên của liên minh phê duyệt.
- Mỗi thuộc địa sẽ cử hai uỷ viên để quản lí các vấn đề quân sự. Các uỷ viên sẽ họp mỗi năm một lần vào thứ Năm đầu tiên của tháng Chín, luân phiên địa điểm giữa các thuộc địa.
- Các uỷ viên sẽ bầu một chủ tịch từ chính họ, nhưng người này không có quyền hạn đặc biệt và chỉ thực hiện nhiệm vụ hành chính.
- Các uỷ viên có quyền soạn thảo luật và quy tắc nhằm đảm bảo lợi ích chung của liên minh, duy trì quan hệ hoà hợp giữa các thuộc địa và củng cố an ninh. Ngoài ra, các thuộc địa cũng phải hợp tác trong việc truy bắt tội phạm và người hầu bỏ trốn.
- Không thuộc địa nào được tự ý tiến hành chiến tranh hoặc xung đột nếu không có sự đồng thuận của các thành viên khác. Điều này nhằm tránh việc các thuộc địa nhỏ bị lôi kéo vào chiến tranh khi không đủ nguồn lực. Mọi cuộc chiến tranh tấn công phải được ít nhất sáu trên tám uỷ viên phê duyệt.
- Bốn uỷ viên có thể đưa ra quyết định hành chính trong trường hợp khẩn cấp, nhưng phải nằm trong giới hạn về số quân và tài nguyên đã cam kết. Các quyết định liên quan đến thuế hoặc huy động lực lượng không thể được thông qua nếu có dưới sáu uỷ viên tham gia.
- Nếu bất kì thuộc địa nào trong liên minh vi phạm các điều khoản, các uỷ viên của các thuộc địa còn lại sẽ họp và quyết định biện pháp xử lí.

### Những người kí kết

#### Vịnh Massachusetts
- Increase Nowell, Thư kí Toà án Tổng quát

#### Thuộc địa Connecticut
- John Haynes, Uỷ viên
- Edward Hopkins, Uỷ viên

#### Thuộc địa New Haven
- Theophilus Eaton, Uỷ viên
- Thomas Gregson, Uỷ viên

#### Thuộc địa Plymouth
- Edward Winslow, Uỷ viên
- William Collier, Uỷ viên[10]